# Philipp Jenninger
 (décembre 2023).
Si vous disposez d'ouvrages ou d'articles de référence ou si vous connaissez des sites web de qualité traitant du thème abordé ici, merci de compléter l'article en donnant les références utiles à sa vérifiabilité et en les liant à la section « Notes et références ».
Philipp Jenninger, né le 10 juin 1932 à Rindelbach et mort le 4 janvier 2018 à Stuttgart, est un diplomate et homme d'État allemand, membre de l'Union chrétienne-démocrate d'Allemagne (CDU).

## Biographie
Philipp Jenninger obtient un doctorat en droit de l'université de Tübingen en 1957.
En 1969, il est élu député au Bundestag sous l'étiquette CDU. De 1982 à 1984, il est ministre d'État auprès de la Chancellerie fédérale. Il est élu président du Bundestag en novembre 1984 et le demeure jusqu'à sa démission en novembre 1988 à la suite d'un discours controversé à l'occasion du cinquantenaire de la nuit de cristal. Il ne se représente pas lors des élections législatives de 1990.
Il occupe les fonctions d'ambassadeur d'Allemagne en Autriche de 1991 à 1995 puis auprès du Saint-Siège de 1995 à 1997.